# 霍尔顿 (缅因州)
46°00′08″N 67°50′26″W / 46.00222°N 67.84056°W
霍爾頓  （Houlton, Maine）是美國緬因州阿魯斯圖克縣的一個鎮，也是該縣的縣治。2000年人口6,476人。
1831年設鎮。95號州際公路的北部終點位於這裡。這裡也是在冷戰時期訪問蘇聯的薩蔓塔·史密斯的出生地。